# مصطفى بيغا
مصطفى بيغا (بالفرنسية: Mustapha Begga)‏ (من مواليد 10 يونيو 1934 في بليدة) كان لاعب كرة قدم جزائري محترف لعب كمدافع.